# 邦雅曼·龙多
邦雅曼·龙多（法語：Benjamin Rondeau，1983年10月1日—），法国男子赛艇运动员。他曾代表法国参加2008年夏季奥林匹克运动会赛艇比赛，获得男子四人单桨无舵手铜牌。